# Anoglypta launcestonensis
Anoglypta launcestonensis é uma espécie de gastrópode  da família Acavidae.
É endémica da Austrália.